# 白澤健児
白澤 健児（しらさわ けんじ、1984年5月21日 - ）は、日本の元男子バレーボール選手、指導者。

## 来歴
福岡県宗像市出身。友人に誘われて、自由ヶ丘中学1年よりバレーボールを始める。
全日本ジュニア代表を経験後、パナソニックパンサーズに入団。2007-08プレミアリーグで新人賞を受賞した。2012年5月の第61回黒鷲旗大会では、チーム優勝に貢献しベスト6に輝いた。
2013/14 V・プレミアリーグにおいて、チームの二年ぶり優勝に貢献し、自らもベスト6に選出された。2017-2019もチームは連覇を果たした。
2021年、選手兼コーチに就任した。
2022年、2021-22シーズン終了をもって現役引退し、コーチに専念となった。チームとして数々のタイトルを獲得した16シーズンの現役生活において、8割は過酷な練習や日本一へのプレッシャーなどの苦しみで、残り2割は日本一になったときの喜びや達成感だったとコメントした。

## 受賞歴
- 2008年 - 2007-08 プレミアリーグ 新人賞
- 2012年 - 第61回黒鷲旗大会 ベスト6
- 2014年 - 2013/14 Vプレミアリーグ ベスト6

## 所属チーム
- 宗像市立自由ヶ丘中学校
- 福岡大学附属大濠高等学校
- 福岡大学
- パナソニックパンサーズ（2007-2022年）